# 敗犬求婚日
《敗犬求婚日》（英語：Leap Year）是一部2010年由美國與愛爾蘭聯合出品的浪漫愛情喜劇電影，由環球影業發行，講述一名女子為了爭取自己的婚姻，獨自前往愛爾蘭準備於閏年的2月29日當天向男友求婚，因為依據傳統，男人在當天不能拒絕女人的求婚。
該作品由黛博拉·卡普蘭與哈里·艾爾方特編劇，安南德·塔克導演，艾美·亞當斯、馬修·古德與亞當·斯科特主演。2010年1月8日在美國上映，台灣未在電影院上映，直接發行DVD。

## 演員
- 艾美·亞當斯 飾演 安娜
- 馬修·古德 飾演 迪克蘭
- 亞當·斯科特 飾演 傑瑞米
- 约翰·利思戈 飾演 傑克
- Noel O'Donovan 飾演 席莫斯
- Tony Rohr 飾演 法蘭克
- Pat Laffan 飾演 唐納
- Alan Devlin 飾演 喬
- 伊恩·麦克尔希尼（英语：Ian McElhinney） 飾演 牧師

## 評價
影評網站爛番茄根據142位評論者的影評，給予本片23%的分數。Cinematical.com表明「曾經以《無情荒地有琴天》一片帶給我們驚喜的塔克這次讓我們見識到了他指導喜劇片的功力」。Cinemascope表明「2月29日，也許是這個世界上最好的紅娘，《敗犬求婚日》一片讓我們篤信這點。」